# Нејл
Нејл (енгл. Nail) је кориснички програм развијен на бази Берклијевог програма Мејл. Намера је била да се пружи функционалност Мејла, који је писан по POSIX стандарду, са подршком за MIME поруке, IMAP (укључујући операције успостављања и прекидања везе), POP3 и SMTP. Нејл нуди читав скуп наредби за интерактивно и позадинско коришћење, а посебно је користан за слање додатака на поруку помоћу скрипти или читање електронске поште кроз споре везе или са лоших терминала. На савременим системским окружењима Нејл има могућности да чита и пише поруке које користе Уникод.